# أكيتس

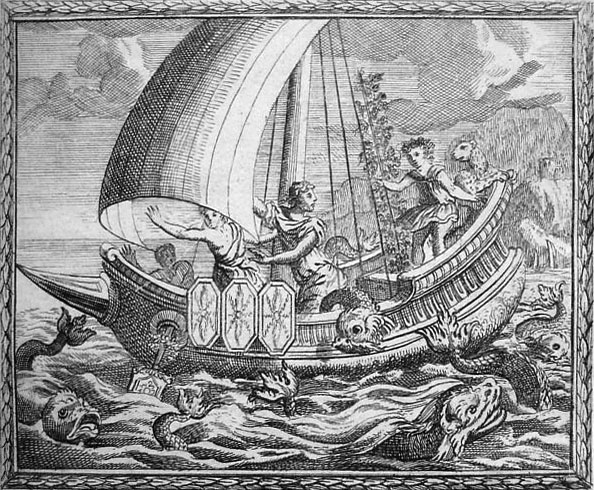
باخوس يُحوِّل البحارة الذين على متن سفينة أكيتس.

أكيتس أو أكويتيس (بالإنجليزية: Acoetes)‏، (من اليونانية: Ἀκοίτης، واللاتينية: Ăcoetēs) في الميثولوجيا الإغريقية، هو الصياد الذي ساعد الرب باخوس، ديونيسوس. وهو ربان دفة السفينة اليونانية الذي كان الرب ديونيسوس مُتنكِّرًا فيها على هيئة شابٍ جميلٍ.

## الأسطورة
يُروى أنَّ بحارة السفينة حاولوا خطف الشاب الجميل، وحينما تنبه أكيتس لخطتهم عرف أنَّ الشاب هو الرب باخوس فأحبط خطتهم. وهنا كشف الرب عن نفسه، وحوَّل البحارة إلى دلافين. وأمَّا أكيتس فقد عفا عنه، وجعله كاهنًا على جزيرة ناكسوس.

### أوفيد
كان أكيتس، وفقا لأوفيد، ابن صياد فقير في مايونيا، عمل ربانًا في سفينة. بعد الهبوط على رمال أحد الشواطئ، أحضر بعض البحارة صبيا جميلا كان نائما إلى السفينة. لقد وجدوه في الجزيرة ورغبوا في اصطحابه معهم. لم يتمكن أكيتس، الذي تعرَّف في الصبي على الإله باخوس، من ثنيهم عن ذلك. وعندما وصلت السفينة إلى البحر المفتوح، استيقظ الصبي، وأراد أن يُؤخذ إلى ناكسوس. فوعد البحارة بالقيام بذلك لكنهم لم يفوا بكلمتهم. وهنا كشف الإله عن نفسه لهم في جلالته: أخذت الكروم في الالتفاف حول السفينة، ووقف باخوس متوجا بالعنب، ممسكا بالثيسوس [الإنجليزية] (صولجانًا عليها كوز الصنوبر، ملفوفة بالكروم وأوراق اللبلاب) ومحاطا بالفهود والنمور. فقفز البحارة، الذين أصيبوا بالجنون، إلى البحر وتحولوا إلى دلافين. وعفا باخوس عن أكيتس وحده واستمر في رحلته معه، عائدا إلى ناكسوس، وهناك أخذ بتلقي أسرار ديونيسوس وأصبح كاهنا للإله.
أورد أوفيد في قصة بنثيفس وباخوس، أنَّ أكيتس أُحضِرَ أمام الملك بنثيفس [الإنجليزية] (Pentheus) لتحديد ما إذا كان باخوس إلها حقا. وبعد الاستماع إلى حكاية أكيتس عن وجوده على متن السفينة مع باخوس، أمر الملك بسجنه وتعذيبه. وعندما أخذوا أكيتس إلى الحبس «تفجر المحبس... والأبواب فُتِحت دون أن تمسه بسوء، والأغلال سقطت دون أن تؤذيه أيضًا.».
دُعي طاقم السفينة بـ(القراصنة التيرانيين)، ومن اسمهم هذا اشتق اسم البحر التيراني.